# Jasionna (województwo wielkopolskie)
Jasionna – wieś w Polsce położona w województwie wielkopolskim, w powiecie szamotulskim, w gminie Wronki.
W latach 1975–1998 miejscowość administracyjnie należała do województwa pilskiego.
W latach 1888–1918 miejscowość posiadała dwie nazwy: urzędową - Schartowsthal i zwyczajową Jasionne.
W latach 1939–1945 miejscowość posiadała dwie nazwy: urzędową - Waldheim i zwyczajową Jasionna.
Przez wieś przebiega droga wojewódzka nr 140.